# Dudakawu
Dudakawu is een bestuurslaag in het regentschap Japara van de provincie Midden-Java, Indonesië. Dudakawu telt 2530 inwoners (volkstelling 2010).